# حد صحاری
حد صحاری (به عربی: حد الصحاری) یک شهرداری در الجزایر است که در استان جلفه واقع شده‌است. حد صحاری ۲۲٬۲۷۷ نفر جمعیت دارد.